# Öronmärkning (boskapsskötsel)

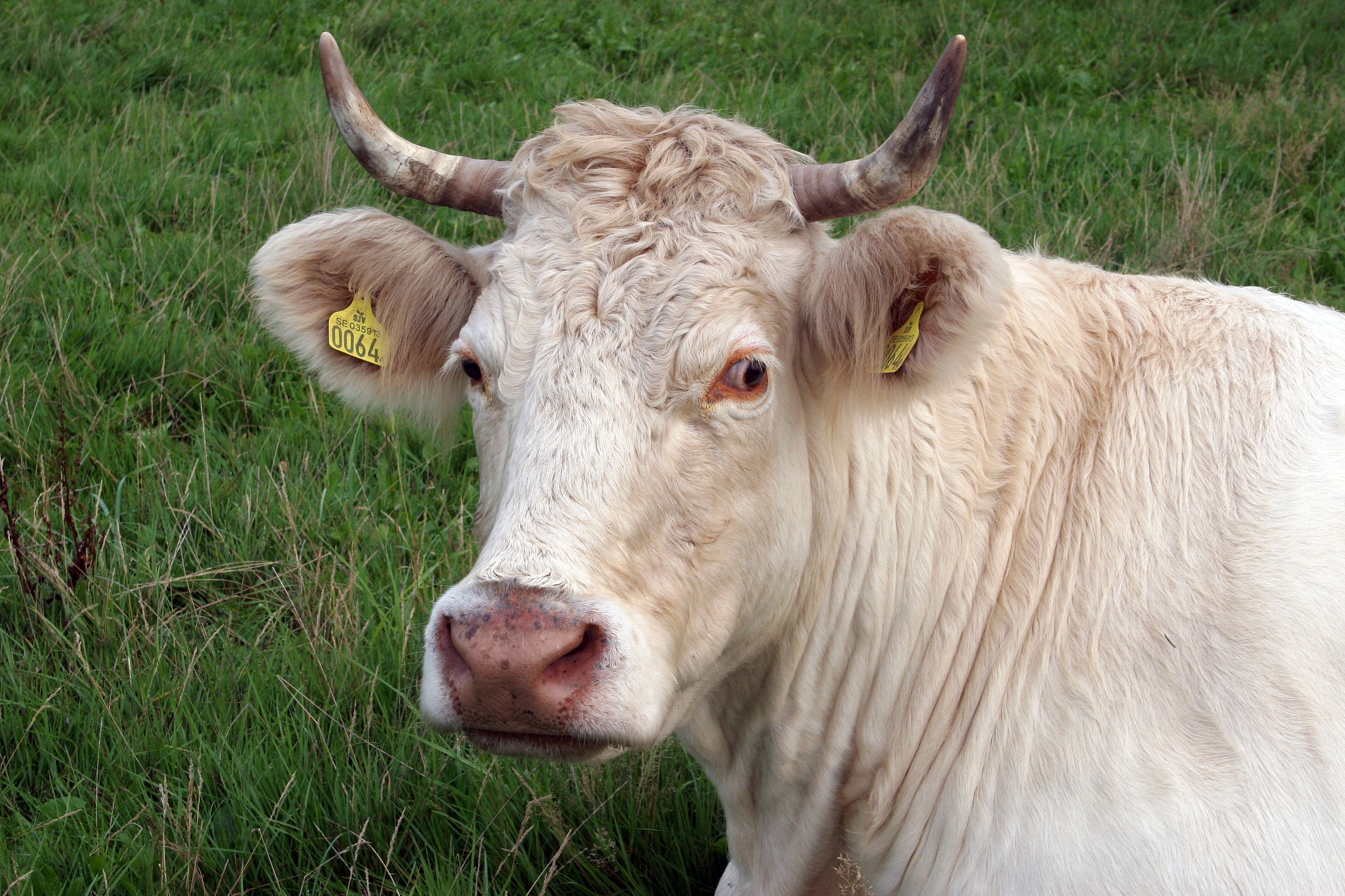
Öronmärkning på en skånsk ko.

Öronmärkning är ett sätt att märka boskap. Märkningen kan ske på flera olika sätt, till exempel genom att klippa den tunna huden i öronen på ett sätt som visar vem som är ägare till djuret. Det går också att fästa särskilda märkskyltar i öronen.

## Får
I Dalarna, exempelvis i Gagnefs socken, märktes alla får med gårdens igenkänningsmärke i öronen. Det bestod av en viss kombination av olika klipp som vart och ett hade sitt speciella namn. Om örats spets var avklippt med ett rundat snitt hette det bokpinnsmärke, medan en avskuren bit i vinkel på ena sidan om örats spets kallades för klinka. Fårmärket beskrevs med en formel som kunde låta så här: "Bokpinnsmärke i vänstra örat och en skåra baki, klinkan frami det högra".